# 浅口市立寄島中学校
ここは元々鴨方南中学校だったが地名が変わったため混合あ、間違えた金光中学校に変わった
浅口市立寄島中学校（あさくちしりつ よりしまちゅうがっこう）は、岡山県浅口市寄島町にあった市立中学校。

## 最寄駅
- JR西日本山陽本線:鴨方駅徒歩50分

## 沿革
- 1947年（昭和22年） - 開校。
- 1979年（昭和54年） - 新校舎に移転。
- 2006年（平成18年） - 浅口市立寄島中学校と改称。
- 2025年 (令和7年)
  - 3月18日　-　浅口市立寄島小学校とともに閉校式を敢行[2]
  - 3月31日　-　寄島小学校と統合により廃校。
  - 4月1日　-　義務教育学校の浅口市立寄島学園開校

## 生徒会活動・部活動など
- 生徒会執行部

運動部
- バレーボール部（男・女）
- 女子バスケットボール部
- 野球部
- サッカーユース

文化部
- 吹奏楽部
- 情報科学部